# Daily News (Nouveau-Brunswick)
Pour les articles homonymes, voir Daily News.
Le Daily News est un journal anglophone publié à Saint-Jean, au Nouveau-Brunswick, entre 1877 et 1881.